# Agum II.
Agum II. Kak-rime (Ag-gu-um) byl první nám známý kassitský král Babylonie. Vládl přibližně mezi roky 1590–1570 př. n. l.
Agum II. pocházel z kassitského panovnického rodu ze severní Mezopotámie, z oblasti Chanilgabatu. Mezi jeho předky patrně patřili Agum I. a Kaštiliaš I. Druhá část jeho jména Kak-rime (Kak-rím) je překládána jako meč milosrdenství, jindy je uváděna jako jedno slovo Kakrime, které se z kassitštiny nepřekládá.
Agum II. porazil v boji o Babylón krále Přímoří Gulkišara. Podle záznamů se tak pod jeho vládu dostaly rozsáhlé oblasti Mezopotámie. Jeho titul zněl „král Kassitů a Akkaďanů, král velké země Babylonské, osidlovatel Tupliaše (kassitský název pro Ešnunnu), král Almanu a Padanu (oblasti kolem řeky Dijaly a jejích přítoků - v té době centrum kassitských kmenů), král Gutejců (míněna oblast pohoří Zagros)“.
Agum ve svých záznamech (přepsaných pro Aššurbanipalovu knihovnu v Ninive) uvádí, že „vrátil boha Marduka (jeho sochu) z daleké Hani, kde byla po 24 let“. Je zajímavé, že Agum neuvádí zemi Hani ve svém královském titulu; pravděpodobně nebyla pod jeho kontrolou. Je tedy možné, že sochy Marduka a jeho partnerky Sarpanit do Babylonu převezl nejen z náboženských důvodů a pro uznání kassitského oprávnění na babylonský trůn, ale i proto, že byl k odchodu z Hani donucen. O důvodech odchodu neexistují žádné záznamy, ale je zde zřejmá souvislost s nárůstem churritské moci v severní Mezopotámii, spojeným se vznikem silné Mitanské říše v oblasti severní Mezopotámie.
Ve svém titulu se Agum nenazývá „králem Sumeru“, protože neměl pod svou kontrolou celou oblast jižní Mezopotámie. Na jihu stále dominovala dynastie z Přímořské říše. Výraz „usídlil se v Tupliaši (Ešnunnu)“ pravděpodobně naznačuje důsledky války, proběhnuvší v tomto regionu, kdy bylo toto město kompletně zničeno a následně se začala jeho obnova a znovuosidlování. Tato válka byla vyvolána potřebou spojení mezi Agumem a kassitskými kmeny, mezi nimiž ležela právě oblast údolí řeky Dijaly.